# Françoise Brauner
Françoise Brauner, nacida Fritzi Erna Riesel, (Viena, 16 de abril de 1911-París, 14 de septiembre de 2000), también conocida como Fritzi Brauner, fue una médica austríaca de origen judío que formó parte del contingente sanitario de las Brigadas Internacionales en la guerra civil española.

## Trayectoria
Hija de un alto funcionario austríaco que llegó a Ministro de Asuntos Sociales, Brauner hizo la carrera de Medicina en Viena. En 1936, huyendo de la persecución nazi en Austria, se reencontró en París con el pedagogo francés de origen austríaco Dr. Alfred Brauner (Saint-Mandé, 3 de julio de 1910-París, 1 de diciembre de 2002) a quién había conocido en 1928, y se casó con él para no ser encarcelada o deportada en caso de guerra. El mismo año, atendió al llamamiento de los dirigentes de la Segunda República Española que pedían personal sanitario para hacer frente a la catástrofe humanitaria que suponía la guerra civil y Braunes se fue a España.
Trabajó en el hospital militar que las Brigadas Internacionales tenían en Benicasim, en el servicio de cirugía que dirigía el médico checo Bedrich Kisch. Este centro se mantuvo abierto desde diciembre de 1936 hasta abril de 1938 y por él pasaron más de 7.000 heridos y convalecientes de las Brigadas Internacionales, tanto españoles como internacionales.
En 1937, su marido fue a Benicasim a buscarla pero Brauner prefirió quedarse en el hospital ante la cantidad de heridos de guerra que había que atender y él intentó alistarse para quedarse a su lado. Como era pedagogo infantil, y había un gran número de niños refugiados que venían de muchos lugares de España, Alfred fue destinado a la supervisión de las numerosas casas de acogida de la zona. Finalmente, la retirada de todos los brigadistas de la guerra debido a la voluntad del gobierno español de hacer caso al Comité de No Intervención y al derrumbe definitivo de la República, provocaron que ambos tuvieran que volver a Francia.
Se llevaron muchos dibujos y redacciones de los niños refugiados, que nadie los quiso publicar entonces en Francia, pero que, más tarde, junto con otros dibujos de otros niños y otros conflictos armados, permitieron al resto del mundo tener una retrospectiva de las guerras del siglo XX desde las miradas de los niños.
En Francia, Brauner trabajó de médica y educadora de un colectivo de unos 300 niños judíos alemanes y austríacos salvados del nazismo por un comité interconfesional. Durante la Segunda Guerra Mundial, ella y su marido colaboraron con los refugiados austríacos en París y contactaron con la resistencia francesa a la ocupación alemana.
Acabada la SGM, recibieron en 1945 el encargo de atender la recuperación física y anímica de 400 niños supervivientes de los campos de concentración de Auschwitz y de Buchenwald, en un antiguo sanatorio de Ecouis en el departamento del Eure. Esta ocupación marcó definitivamente a Brauner y, después de tener un hijo, Claude-Michel, hoy profesor de matemáticas en Burdeos, obtuvo la especialización en psiquiatría pediátrica.
Brauner se dedicó el resto de su vida a la atención de niños discapacitados. Desde 1959 y a lo largo de un cuarto de siglo, se convirtió en la directora médica de los dos «Centros de tratamiento educativo para niños discapacitados» que su marido creó en su localidad natal de Saint-Mandé (Valle del Marne).
Murió en 2000, durante la convalecencia de una intervención quirúrgica.